# تلمبه شهید بهشتی (بافت)
تلمبه شهید بهشتی یک منطقهٔ مسکونی در ایران است که در دهستان دشتاب واقع شده‌است. تلمبه شهید بهشتی ۲۲ نفر جمعیت دارد.